# N. Asger Mortensen
N. Asger Mortensen (født 6. maj 1973 i Hillerød) er en dansk forsker med speciale i teoretisk fysik, herunder nanoteknologi, mesoskopisk fysik, nanofluidik, fotonisk krystalfiber, langsomt lys, fotoniske krystaller og plasmonik. Han er desuden kendt for at bidrage til forståelsen af tværgående løse stof-forbindelser i grænseområdet (berøringsfladen) mellem den klassiske elektromagnetisme og kvantemekanikken.

## Uddannelse og karriere
N. Asger Mortensen gik på Sorø Akademi, inden han blev indskrevet på DTU. På det tekniske universitet opnåede han en cand.scient-grad i Ingeniørvidenskab og Anvendt fysik samt en ph.d-grad i teoretisk fysik og en dr.techn. for sin industrirelaterede forskning. Mortensen opnåede desuden en dr.scient.-titel på Københavns Universitet i 2021. Siden 2004 var han professor og underviser på DTU samt industriforsker for virksomheden Crystal Fibre A/S. På det forskningsmæssige område blev N. Asger Mortensen tilbudt en professor-stilling i nanooptik på Syddansk Universitet i 2017, ligesom han i dag er formand for det tekniske videnskabsområde på Danish Institute for Advanced Study.
Han har desuden været gæsteforsker ved Instituut-Lorentz voor Theoretische Fysica på Universiteit Leiden samt ved Niels Bohr Instituttet på Københavns Universitet og gæsteprofessor ved Universität Jena i 2015. I øjeblikket er N. Asger Mortensen Villum-forskningsmedarbejder, økonomisk støttet af Villum Fonden.